# Giuseppe Borgnini
Giuseppe Borgnini (Asti, 1º novembre 1824 – Tigliole, 15 agosto 1911) è stato un politico italiano senatore del Regno d'Italia dalla XVI legislatura.

## Biografia
Studiò giurisprudenza e divenne avvocato dei Poveri. 
Si spese a difesa del deputato Lobbia nel processo che lo vide imputato per simulazione di reato.